# Les Missiles de la terreur
Les Missiles de la terreur est un téléfilm documentaire français réalisé par André Annosse et diffusé pour la première fois le 6 mai 2004 sur France 5.

## Synopsis
Le documentaire est consacré à l'histoire du développement des armes de destruction massive dans le monde.
À partir de le 2e guerre mondiale, les États-Unis et l'URSS ont mobilisé leurs scientifiques pour concevoir des missiles porteurs de têtes nucléaires. On assiste par la suite au développement de l'armement des pays du Sud, aidés par certains pays du Nord.
Le document aborde à travers les conflits armés du XXe siècle, les conditions dans lesquelles ont proliféré ces armes bactériologiques, chimiques, nucléaires, et les enjeux, pour ces nations, à s'équiper en missiles balistiques.

## Fiche technique
- Sociétés de Production : Dargaud Marina, France 5
- Origine :  France
- Réalisation : André Annosse
- Auteur : Jacques Villain
- Participants : Jacques Villain, Gary Samore, Philippe Migault, Ben Sheppard, Joav Toker, Georges Le Guelte, Michel Saint-Mleux, Reza Amrollahi, Fouad El-Khatib
- Diffusion : première diffusion le 6 mai 2004 sur France 5
- Durée : 52 minutes